# Reino de Armenia
El reino de Armenia, Gran Armenia o Armenia Mayor fue un reino independiente entre el 331 a. C. y el 66 d. C., y un protectorado del Imperio romano entre el 66 y el 428. Fue creado de las cenizas de la antigua Satrapía de Armenia, que era parte del Imperio aqueménida. Devino en un reino independiente bajo la dinastía oróntida, gracias al apogeo del reino de Macedonia. 

Bandera usada durante la dinastía Arsacida.

Tras la caída del Imperio seléucida, una de las monarquías que nacieron de las ruinas del imperio de Alejandro Magno, un estado helenístico armenio fue fundado en 190 a. C. por Artaxias I. En su máximo esplendor, entre los años 95 a. C. y 66 a. C., Armenia extendió sus dominios sobre partes del Cáucaso y el área que actualmente corresponde al este de Turquía, Siria y Líbano. Por un tiempo, Armenia fue uno de los estados más poderosos de la región, hasta que fue alcanzada por la esfera de influencia romana en el 66 a. C.
Posteriormente, Armenia fue un frecuente foco de contención entre Roma y el Imperio persa. Los partos forzaron a Armenia a someterse entre los años 37 y 47, cuando los romanos retomaron el control del reino.
Durante el reinado de Nerón, los romanos emprendieron una campaña (55-63) contra el Imperio parto, el cual había invadido el reino de Armenia, aliado de Roma. Tras ganar (60) y perder (batalla de Rhandeia, 62) Armenia, el Imperio romano envió a la XV legión Apollinaris, encabezada por el general Cneo Domicio Corbulón, desde Panonia a Siria. Corbulón penetró en los territorios de Vologases I, que devolvió el reino de Armenia a Tiridates I. 
El Imperio sasánida ocupó Armenia en 252 hasta que los romanos lo recuperaron en 287. En 387 el reino fue dividido entre el Imperio romano de Oriente y los persas. Armenia Occidental prontamente se incorporó como provincia romana con el nombre de Armenia Inferior (entre Pontus y Capadocia); Armenia Oriental se mantuvo como reino dentro de Persia, hasta que en 428 la nobleza local derrocó al rey, y los sasánidas instalaron a un gobernador en su lugar.

## Idioma
Antes de que se creara el alfabeto armenio, los armenios usaban el alfabeto arameo y el alfabeto griego, el último de los cuales tuvo una gran influencia en el alfabeto armenio.
El alfabeto armenio fue creado por San Mesrop Mashtots e Isaac de Armenia (Sahak Partev) en el 405 d. C., principalmente para una traducción de la Biblia al idioma armenio. Tradicionalmente, se dice que la siguiente frase traducida del Libro de Proverbios de Salomón es la primera oración escrita en armenio por Mashtots:

Ճանաչել զիմաստութիւն եւ զխրատ, իմանալ զբանս հանճարոյ:
Čanačʿel zimastutʿiun yev zxrat, imanal zbans hančaroy.
Conocer sabiduría e instrucción; para percibir las palabras de entendimiento.

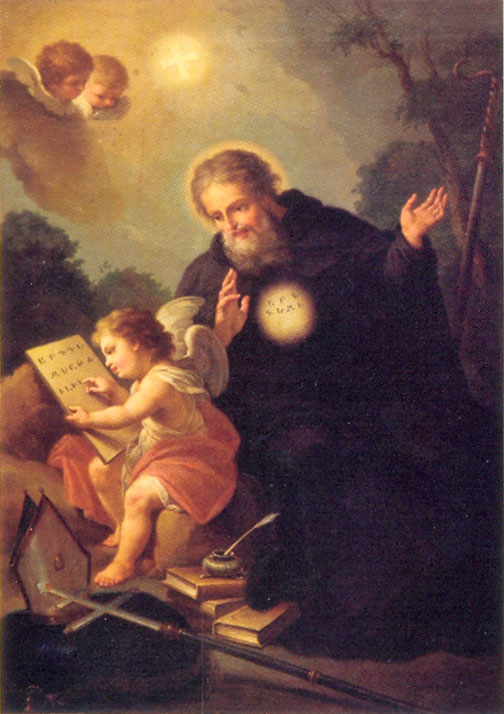
Mesrop Mashtots, el creador del alfabeto armenio, por Francesco Maggiotto (1750–1805).

Hacia el siglo II a. C., según Estrabón, los habitantes de la Gran Armenia hablaban el idioma armenio, lo que implica que los armenios modernos descendían de esa población.

## Historia

### Orígenes
Antes del siglo IX a. C. la región geográfica conocida como Altiplano armenio estaba habitada por protoarmenios y otras tribus que aún no constituían un estado o nación unitaria. El primer estado que gobernó una parte significativa de las tierras altas armenias fue el Reino de Urartu, también conocido como Reino de Van o Ararat y llamado Biainili en idioma urartiano utilizada por sus gobernantes. El reino compitió con Asiria por la supremacía en las tierras altas de Ararat y el Creciente Fértil.
Ambos reinos cayeron en manos de Iranios invasores del este (los medos, seguidos por el Persas aqueménidas) en el siglo VI a. C.. Su territorio se reorganizó en una satrapía llamada Armenia. La dinastía Oróntida gobernó como sátrapa del Imperio Aqueménida durante tres siglos hasta que el imperio fue derrotado por el Imperio Macedonio de Alejandro Magno en la Batalla de Gaugamela en el 331 a. C.. Tras la muerte de Alejandro en el 323 a. C., un general macedonio llamado Neoptolemo obtuvo Armenia hasta que murió en el 321 a. C. y los Oróntidas regresaron, no como sátrapas, sino como reyes.

### Dinastía Oróntida
Orontes III y el gobernante de Armenia Menor, Mitrídates, se reconocieron independientes, elevando así la antigua satrapía armenia a reino, dando origen a los reinos de Armenia y Armenia Menor. Orontes III también derrotó al comandante Menon de Tesalia, que quería capturar las minas de oro de Sper.
Debilitado por el Imperio seléucida que sucedió al Imperio macedonio, el último rey oróntida, Orontes IV, fue derrocado en 201/200 a. C. y el reino pasó a manos de un comandante del Imperio seléucida, Artaxias (Artashes) I, que se presume emparentado con la propia dinastía Oróntida.

### Dinastía Artaxiada

La Gran Armenia de Tigran II.

Reino de Armenia durante el periodo orontida.

Mapa de Armenia y los estados clientes romanos en Asia Menor oriental, hacia el año 50 d. C., antes de la guerra romano-parta y la anexión de los reinos clientes al Imperio.

La influencia del Imperio Seléucida sobre Armenia se había debilitado tras ser derrotado por la Romana en la Batalla de Magnesia en 190 a. C. Así pues, ese mismo año Artaxias I fundó un estado helenístico armenio junto al reino armenio de Sophene dirigido por Zariadres. Artaxias se apoderó de Yervandashat, unió el Altiplano armenio a expensas de las tribus vecinas y fundó la nueva capital real de Artaxata cerca del río Araxes. Según Estrabón y Plutarco, Aníbal recibió hospitalidad en la corte armenia de Artaxias I. Los autores añaden una historia apócrifa de cómo Aníbal planeó y supervisó la construcción de Artaxata. La nueva ciudad se asentó en una posición estratégica en la confluencia de rutas comerciales que conectaban el mundo griego antiguo con Bactria, India y el Mar Negro, lo que permitió prosperar a los armenios. Tigranes el Grande vio una oportunidad de expansión en las constantes luchas civiles del sur. En el año 83 a. C., por invitación de una de las facciones de las interminables guerras civiles, entró en Siria y pronto se estableció como gobernante de Siria -poniendo prácticamente fin al Imperio seléucida- y gobernó pacíficamente durante 17 años. Durante el cenit de su reinado, Tigranes el Grande extendió el territorio de Armenia fuera de las tierras altas armenias por partes del Cáucaso y la zona que hoy es el sureste de Turquía, Irán, Siria y Líbano, convirtiéndose en uno de los estados más poderosos del Romano de Oriente.

### Gobernación romana

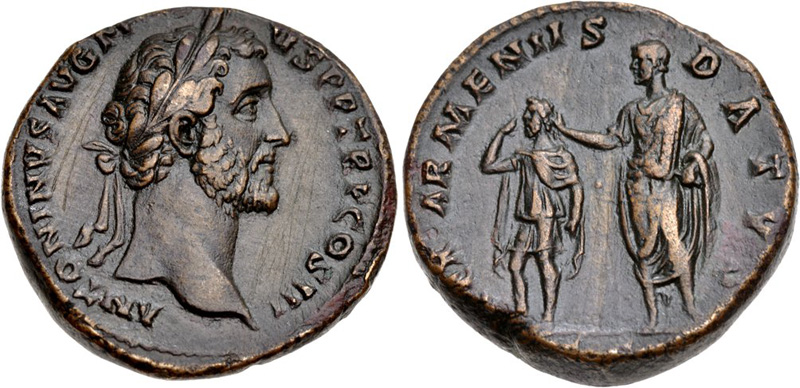
Moneda romana de 141 d. C., que muestra al emperador Antonino Pío sosteniendo una corona sobre la cabeza del rey de Armenia.

Armenia se convirtió en un Romano reino cliente en el año 66 a. C. tras la derrota final del aliado de Armenia, Mitrídates VI del Ponto por Pompeyo en la Batalla del Lico.
Marco Antonio invadió y derrotó el reino en el 34 a. C., pero los romanos perdieron la hegemonía durante la guerra final de la República Romana en el 32-30 a. C.. En el 20 a. C., Augusto negoció una tregua con el Parto, convirtiendo Armenia en un zona de amortiguación entre las dos grandes potencias.
Augusto instaló a Tigranes V como rey de Armenia en el año 6 d. C., pero gobernó con Erato de Armenia. Los romanos instalaron entonces a Mitrídates de Armenia como rey cliente. Mitrídates fue arrestado por Calígula, pero más tarde restaurado por Claudio. Posteriormente, Armenia fue a menudo un foco de disputa entre Roma y Partia, con ambas grandes potencias apoyando a soberanos y usurpadores opuestos. Los partos obligaron a Armenia a someterse en el año 37 d. C., pero en el 47 los romanos retomaron el control del reino. En el año 51 Armenia cayó ante una invasión del Ibérico patrocinada por Partia, liderada por Rhadamistus. Tigranes VI de Armenia gobernó a partir del 58 d. C., instalado de nuevo por el apoyo romano. El período de agitación termina en el año 66 , cuando Tiridates I de Armenia fue coronado rey de Armenia por Nerón. Durante el resto de la duración del reino armenio, Roma todavía lo consideraba un reino cliente de jure, pero la dinastía gobernante era de extracción parta, y los escritores romanos contemporáneos pensaban que Nerón había cedido Armenia de facto a los partos.

### Dinastía arsácida
Bajo Nerón, los romanos libraron una campaña (55-63) contra el Imperio Parto, que había invadido el reino de Armenia, aliado de los romanos. Tras ganar Armenia en el 60 y perderla en el 62, los romanos enviaron la Legio XV Apollinaris de Panonia a Cneo Domicio Corbulón, legatus' de Siria. En 63, reforzado además por las legiones III Gallica, V Macedonica, X Fretensis y XXII, El general Corbulo se adentró en los territorios de Vologases I de Partia, quien devolvió el reino armenio a Tiridates, hermano del rey Vologases I. En el Tratado de Rhandeia del año 63 se llegó a un acuerdo según el cual los miembros de la dinastía parta arsácida gobernarían Armenia como reyes clientes de Roma.
Otra campaña fue dirigida por el emperador Lucio Vero en 162-165, después de que Vologases IV de Partia hubiera invadido Armenia e instalado en su trono a su general en jefe. Para contrarrestar la amenaza parta, Verus partió hacia el este. Su ejército obtuvo importantes victorias y retomó la capital. Sohaemus, ciudadano romano de origen armenio, fue nombrado nuevo rey cliente. Pero durante una epidemia dentro de las fuerzas romanas, los partos retomaron la mayor parte de su territorio perdido en 166. Sohaemus se retiró a Siria, y la dinastía arsácida fue restaurada en el poder en Armenia.
Tras la caída de la dinastía arsácida en Persia, el Imperio sasánida aspiraba a restablecer el control persa. Los persas sasánidas ocuparon Armenia en 252. Sin embargo, en 287, Tiridates III el Grande fue llevado al poder por los ejércitos romanos. Tras la difusión del cristianismo en Armenia por Gregorio el Iluminador, Tiridates aceptó el cristianismo y lo convirtió en la religión oficial de su reino. La fecha de la conversión de Armenia al cristianismo se sitúa tradicionalmente en el año 301, precediendo en una docena de años a la conversión del emperador romano Constantino el Grande y al Edicto de Milán.
En el 387, el reino de Armenia se dividió entre el Imperio Romano de Oriente y el Imperio Sasánida. Armenia Occidental se convirtió primero en una provincia del Imperio Romano bajo el nombre de Armenia Menor, y más tarde en Armenia Bizantina; Armenia oriental siguió siendo un reino dentro de Persia hasta que, en 428, la nobleza local derrocó al rey y los sasánidas instalaron un "marzban" ("gobernador") en su lugar, iniciando el período del marzpanato en Armenia persa. Esas partes de la Armenia histórica permanecieron firmemente bajo control persa hasta la conquista musulmana de Persia, mientras que las partes bizantinas permanecieron hasta ser conquistadas, también por ejércitos árabes invasores, en el siglo VII. En 885, tras años de dominio romano, persa y árabe, Armenia recuperó su independencia bajo la dinastía Bagratuni.

## Organización territorial

### Provincias

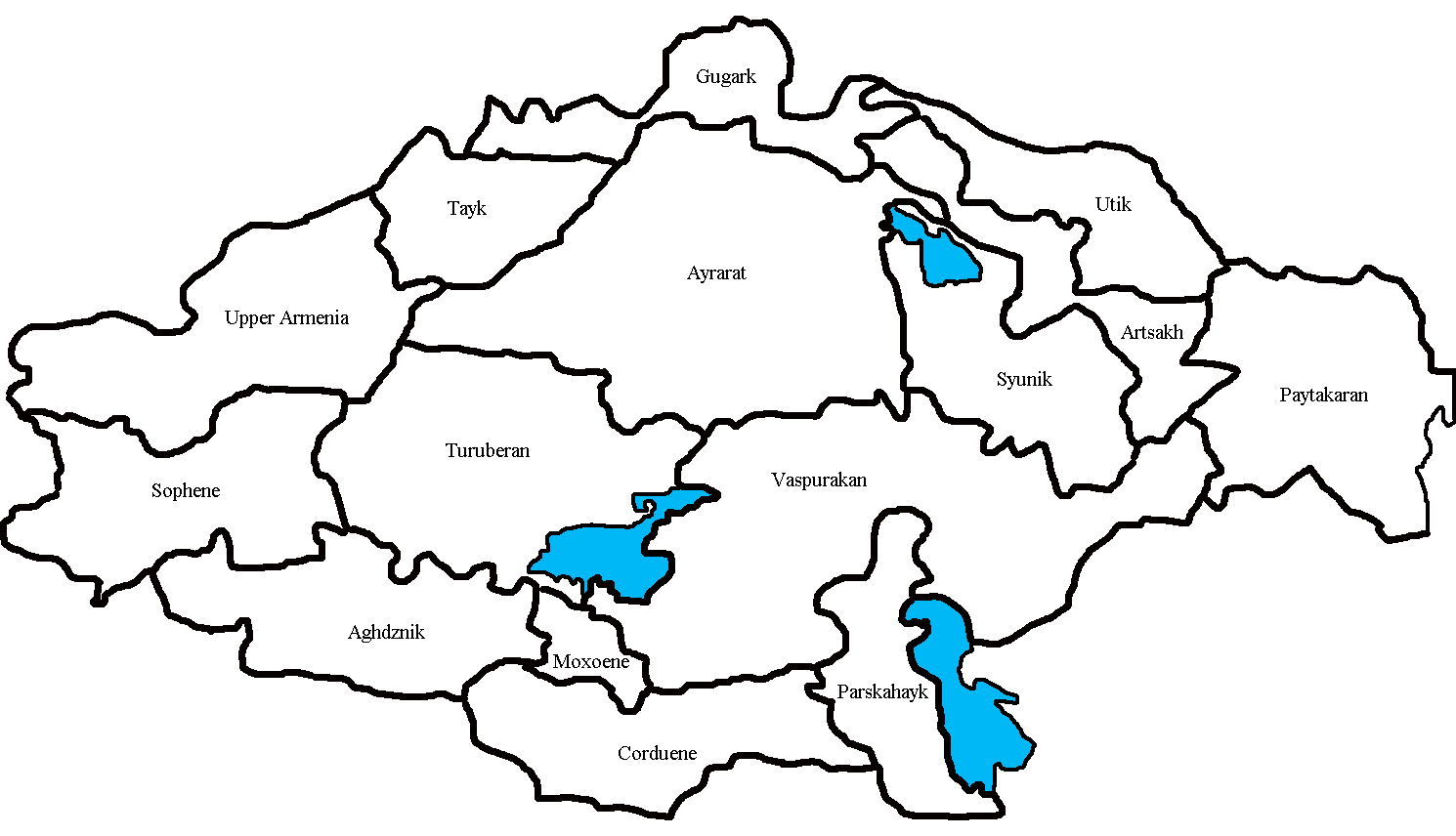
Provincias del reino de Armenia.

El Reino de Armenia estaba organizado en 15 provincias (Nahang). A continuación presentaran una lista de cada una de ellas con sus capitales:

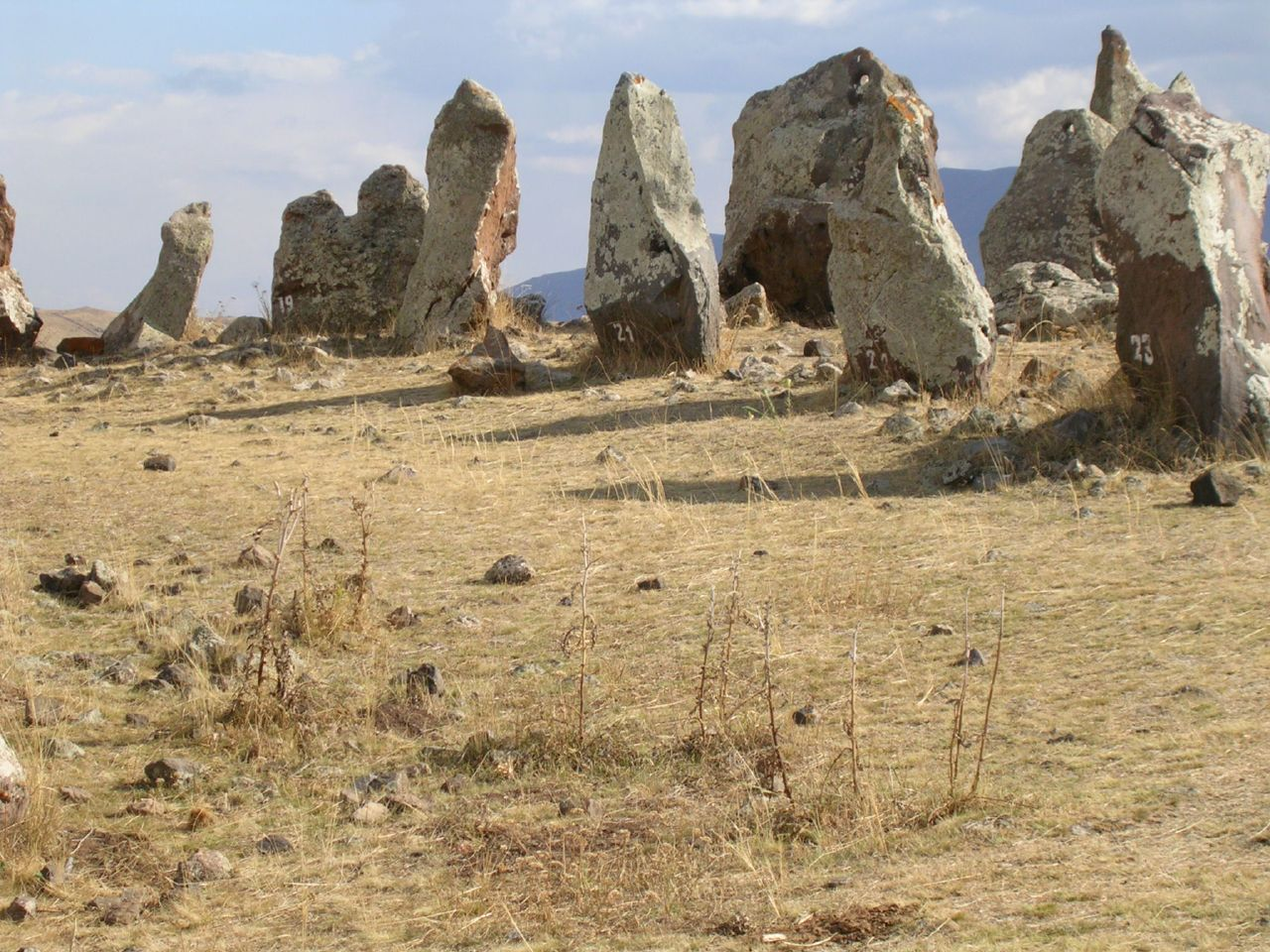

|    | Provincia    | Capital      |
| -- | ------------ | ------------ |
| 1  | Alta Armenia | Garin        |
| 2  | Arzanene     | Tigranocerta |
| 3  | Sofene       | Arsamosata   |
| 4  | Corduene     | Pinik        |
| 5  | Turuberan    | Manzikert    |
| 6  | Moxoene      | Moks         |
| 7  | Parskahayk   | Zarehaván    |
| 8  | Vaspurakan   | Van          |
| 9  | Syunik       | Baghaberd    |
| 10 | Artsaj       | Parnes       |
| 11 | Paytakaran   | homónima     |
| 12 | Utik         | Partav       |
| 13 | Gugark       | Ardahan      |
| 14 | Tayk         | Olti         |
| 15 | Ayrarat      | Armavir      |